# Nathaniel Philippe Sander
Nathaniel Philippe Sander est un lexicographe hébraïsant né à Hambourg (Allemagne) vers 1806 et mort à Paris (17e arrondissement) le 20 février 1886.

## Éléments biographiques
Né à Hambourg, il y suivit une formation classique et religieuse auprès d'Isaac Bernays, qui dirige le Talmud Torah (école religieuse) de cette ville. Isaac Bernays a également eu Samson Raphaël Hirsch et Salomon Frendsdorff pour disciples.
Nathaniel Philippe Sander émigre ensuite en France. Il devient membre de la Commission administrative du Séminaire israélite de France lorsque celui-ci est transféré à Paris, et professeur dans un lycée parisien. C'est là qu'il rencontre le rabbin Isaac Léon Trenel, alors professeur d'éducation religieuse dans différents lycées à Paris.
Lorsque le grand-rabbin de Paris Zadoc Kahn fait, le 22 février 1886, l'éloge funèbre du professeur israélite Nathaniel Philippe Sander, il note que celui-ci, fort soucieux de ses responsabilités profanes, ne s'était pas toujours acquitté avec très grand zèle de ses devoirs religieux.

## Œuvre
Sander a publié un recueil de Proverbes et Sentences rabbiniques dans le journal La Vérité israélite (1861).
L'œuvre de sa vie est néanmoins la composition du Dictionnaire Hébreu-Français, réalisé en collaboration avec Isaac Léon Trenel, et connu de façon informelle comme « le Sander et Trenel. » 
Publié pour la première fois en 1859 par la Société des livres moraux et religieux, sous la présidence du grand-rabbin Salomon Ulmann, il a connu de nombreuses rééditions, jusqu'à nos jours.

## Source
- Gérard E. Weil, préface au Dictionnaire Hébreu-Français, de N. Ph. Sander et I. Trenel, éd. Slatkine.